# Kup Kralja
Kup Kralja (španjolski: Copa del Rey) je španjolski nogometni kup. 
Godine 1902., natjecanje pod imenom Copa de la Coronación, igrano je na prijedlog Carlosa Padrósa, kasnijeg predsjednika Real Madrida, koji je sugerirao da bi nogometnim turnirom trebalo proslaviti krunidbu kralja Alfonsa XIII. Četiri momčadi su se pridružile Madrid FC-u na natjecanju: FC Barcelona, Club Español de Foot-Ball, New Foot-Ball de Madrid i Club Bizcaya (momčad sastavljena od igrača Athletic Cluba i Bilbao FC-a) koja je u finalu pobijedila Barcelonu. Pokal je u muzeju Athletica iz Bilbaa. Osvojeni naslov nalazi se na njihovoj listi uspjeha. Međutim, ovaj turnir se smatra samo pretečom Kupa Kralja te ga Španjolski nogometni savez službeno ne priznaje. 1903. održan je prvi Kup Kralja.

### Pobjednici
| Klub                   | Pobjednik | Finalist | Pobjedničke godine |
| ---------------------- | --------- | -------- | --- |
| FC Barcelona           | 32        | 11       | 1910., 1912., 1913., 1920., 1922., 1925., 1926., 1928., 1942., 1950./51., 1951./52., 1952./53., 1956./57., 1958./59., 1962./63., 1967./68., 1970./71., 1977./78., 1980./81., 1982./83., 1987./88., 1989./90., 1996./97., 1997./98., 2008./09., 2011./12., 2014./15., 2015./16., 2016./17., 2017./18., 2020./21., 2024./25. |
| Athletic Bilbao        | 24        | 16       | 1903., 1904., 1910., 1911., 1914., 1915., 1916., 1921., 1923., 1930., 1931., 1932., 1933., 1943., 1944., 1944./45., 1949./50., 1954./55., 1955./56., 1957./58., 1968./69., 1972./73., 1983./84., 2023./24. |
| Real Madrid            | 20        | 21       | 1905., 1906., 1907., 1908., 1917., 1934., 1936., 1945./46., 1946./47., 1961./62., 1969./70., 1973./74., 1974./75., 1979./80., 1981./82., 1988./89., 1992./93., 2010./11., 2013./14., 2022./23. |
| Atlético Madrid        | 10        | 9        | 1959./60., 1960./61., 1964./65., 1971./72., 1975./76., 1984./85., 1990./91., 1991./92., 1995./96., 2012./13. |
| Valencia CF            | 8         | 11       | 1941., 1948./49., 1953./54., 1966./67., 1978./79., 1998./99., 2007./08., 2018./19. |
| Real Zaragoza          | 6         | 5        | 1963./64., 1965./66., 1985./86., 1993./94., 2000./01., 2003./04. |
| Sevilla FC             | 5         | 4        | 1935., 1939., 1947./48., 2006./07., 2009./10. |
| RCD Espanyol           | 4         | 5        | 1929., 1940., 1999./00., 2005./06. |
| Real Unión             | 4         | 1        | 1913., 1918., 1924., 1927. |
| Real Sociedad          | 3         | 5        | 1909., 1986./87. 2019./20. |
| Real Betis             | 3         | 2        | 1976./77., 2004./05. 2021./22. |
| Deportivo de La Coruña | 3         | –        | 1912., 1994./95., 2001./02. |
| Arenas Club de Getxo   | 1         | 3        | 1919. |
| RCD Mallorca           | 1         | 3        | 2002./03. |
| Levante FC             | 1         | –        | 1937. |

## Finala
| Sezona      | Grad            | Pobjednik              | Finalist                | Rezultat       |
| ----------- | --------------- | ---------------------- | ----------------------- | -------------- |
| 2024./25.   | Sevilla         | FC Barcelona           | Real Madrid             | 3:2 (pr.)      |
| 2023./24.   | Sevilla         | Athletic Bilbao        | RCD Mallorca            | 1:1 (4:2)      |
| 2022./23.   | Sevilla         | Real Madrid            | Osasuna                 | 2:1            |
| 2021./22.   | Sevilla         | Real Betis             | Valencia CF             | 1:1 (5:4)      |
| 2020./21.   | Sevilla         | FC Barcelona           | Athletic Bilbao         | 4:0            |
| 2019./20.   | Athletic Bilbao | Real Sociedad          | Sevilla                 | 1:0            |
| 2018./19.   | Sevilla         | Valencia CF            | FC Barcelona            | 2:1            |
| 2017./18.   | Madrid          | FC Barcelona           | Sevilla FC              | 5:0            |
| 2016./17.   | Madrid          | FC Barcelona           | Deportivo Alavés        | 3:1            |
| 2015./16.   | Madrid          | FC Barcelona           | Sevilla FC              | 2:0            |
| 2014./15.   | Barcelona       | FC Barcelona           | Athletic Bilbao         | 3:1            |
| 2013./14.   | Valencia        | Real Madrid            | FC Barcelona            | 2:1            |
| 2012./13.   | Madrid          | Atlético Madrid        | Real Madrid             | 2:1 (pr.)      |
| 2011./12.   | Madrid          | FC Barcelona           | Athletic Bilbao         | 3:0            |
| 2010./11.   | Valencia        | Real Madrid            | FC Barcelona            | 1:0 (pr.)      |
| 2009./10.   | Barcelona       | Sevilla FC             | Atlético Madrid         | 2:0            |
| 2008./09.   | Valencia        | FC Barcelona           | Athletic Bilbao         | 4:1            |
| 2007./08.   | Madrid          | Valencia CF            | Getafe CF               | 3:1            |
| 2006./07.   | Madrid          | Sevilla FC             | Getafe CF               | 1:0            |
| 2005./06.   | Madrid          | RCD Espanyol           | Real Zaragoza           | 4:1            |
| 2004./05.   | Madrid          | Real Betis             | CA Osasuna              | 2:1 (pr.)      |
| 2003./04.   | Barcelona       | Real Zaragoza          | Real Madrid             | 3:2 (pr.)      |
| 2002./03.   | Elche           | RCD Mallorca           | Recreativo de Huelva    | 3:0            |
| 2001./02.   | Madrid          | Deportivo de La Coruña | Real Madrid             | 2:1            |
| 2000./01.   | Sevilla         | Real Zaragoza          | Celta Vigo              | 3:1            |
| 1999./00.   | Valencia        | RCD Espanyol           | Atlético Madrid         | 2:1            |
| 1998./99.   | Sevilla         | Valencia CF            | Atlético Madrid         | 3:0            |
| 1997./98.   | Valencia        | FC Barcelona           | RCD Mallorca            | 1:1 (pen. 5:4) |
| 1996./97.   | Madrid          | FC Barcelona           | Real Betis              | 3:2 (pr.)      |
| 1995./96.   | Zaragoza        | Atlético Madrid        | FC Barcelona            | 1:0 (pr.)      |
| 1994./95.   | Madrid          | Deportivo de La Coruña | Valencia CF             | 2:1            |
| 1993./94.   | Madrid          | Real Zaragoza          | Celta Vigo              | 0:0 (pr.)      |
| 1992./93.   | Valencia        | Real Madrid            | Real Zaragoza           | 2:0            |
| 1991./92.   | Madrid          | Atlético Madrid        | Real Madrid             | 2:0            |
| 1990./91.   | Madrid          | Atlético Madrid        | RCD Mallorca            | 1:0            |
| 1989./90.   | Valencia        | FC Barcelona           | Real Madrid             | 2:0            |
| 1988./89.   | Madrid          | Real Madrid            | Real Valladolid         | 1:0            |
| 1987./88.   | Madrid          | FC Barcelona           | Real Sociedad           | 1:0            |
| 1986./87.   | Zaragoza        | Real Sociedad          | Atlético Madrid         | 2:2 (pen.)     |
| 1985./86.   | Madrid          | Real Zaragoza          | FC Barcelona            | 1:0            |
| 1984./85.   | Madrid          | Atlético Madrid        | Athletic Bilbao         | 2:1            |
| 1983./84.   | Madrid          | Athletic Bilbao        | FC Barcelona            | 1:0            |
| 1982./83.   | Zaragoza        | FC Barcelona           | Real Madrid             | 2:1            |
| 1981./82.   | Valladolid      | Real Madrid            | Sporting de Gijón       | 2:1            |
| 1980./81.   | Madrid          | FC Barcelona           | Sporting de Gijón       | 3:1            |
| 1979./80.   | Madrid          | Real Madrid            | Castilla CF             | 6:1            |
| 1978./79.   | Madrid          | Valencia CF            | Real Madrid             | 2:0            |
| 1977./78.   | Madrid          | FC Barcelona           | UD Las Palmas           | 3:1            |
| 1976./77.   | Madrid          | Real Betis             | Athletic Bilbao         | 2:2 (pen.)     |
| 1975./76.   | Madrid          | Atlético Madrid        | Real Zaragoza           | 1:0            |
| 1974./75.   | Madrid          | Real Madrid            | Atlético Madrid         | 0:0 (pen.)     |
| 1973./74.   | Madrid          | Real Madrid            | FC Barcelona            | 4:0            |
| 1972./73.   | Madrid          | Atlético Bilbao        | CD Castellón            | 2:0            |
| 1971./72.   | Madrid          | Atlético Madrid        | Valencia CF             | 2:1            |
| 1970./71.   | Madrid          | CF Barcelona           | Valencia CF             | 4:3            |
| 1969./70.   | Barcelona       | Real Madrid            | Valencia CF             | 3:1            |
| 1968./69.   | Madrid          | Atlético Bilbao        | Elche CF                | 1:0            |
| 1967./68.   | Madrid          | CF Barcelona           | Real Madrid             | 1:0            |
| 1966./67.   | Madrid          | Valencia CF            | Atlético Bilbao         | 2:1            |
| 1965./66.   | Madrid          | Real Zaragoza          | Atlético Bilbao         | 2:0            |
| 1964./65.   | Madrid          | Atlético Madrid        | Real Zaragoza           | 1:0            |
| 1963./64.   | Madrid          | Real Zaragoza          | Atlético Madrid         | 2:1            |
| 1962./63.   | Barcelona       | CF Barcelona           | Real Zaragoza           | 3:1            |
| 1961./62.   | Madrid          | Real Madrid            | Sevilla CF              | 2:1            |
| 1960./61.   | Madrid          | Atlético Madrid        | Real Madrid             | 3:2            |
| 1959./60.   | Madrid          | Atlético Madrid        | Real Madrid             | 3:1            |
| 1958./59.   | Madrid          | CF Barcelona           | Granada CF              | 4:1            |
| 1957./58.   | Madrid          | Atlético Bilbao        | Real Madrid             | 2:0            |
| 1956./57.   | Barcelona       | CF Barcelona           | RCD Espanol             | 1:0            |
| 1955./56.   | Madrid          | Atlético Bilbao        | Atlético Madrid         | 2:1            |
| 1954./55.   | Madrid          | Atlético Bilbao        | Sevilla CF              | 1:0            |
| 1953./54.   | Madrid          | Valencia CF            | CF Barcelona            | 3:0            |
| 1952./53.   | Madrid          | CF Barcelona           | Atlético Bilbao         | 2:1            |
| 1951./52.   | Madrid          | CF Barcelona           | Valencia CF             | 4:2            |
| 1950./51.   | Madrid          | CF Barcelona           | Real Sociedad           | 3:0            |
| 1949./50.   | Madrid          | Atlético Bilbao        | Real Valladolid         | 4:1            |
| 1948./49.   | Madrid          | Valencia CF            | Atlético Bilbao         | 1:0            |
| 1947./48.   | Madrid          | Sevilla CF             | Celta Vigo              | 4:1            |
| 1946./47.   | A Coruña        | Real Madrid            | RCD Espanol             | 2:0            |
| 1945./46.   | Barcelona       | Real Madrid            | Valencia CF             | 3:1            |
| 1944./45.   | Barcelona       | Atlético Bilbao        | Valencia CF             | 3:2            |
| 1943./44.   | Barcelona       | Atlético Bilbao        | Valencia CF             | 2:0            |
| 1942./43.   | Madrid          | Atlético Bilbao        | Real Madrid             | 1:0            |
| 1941./42.   | Madrid          | CF Barcelona           | Atlético Bilbao         | 4:3            |
| 1940./41.   | Madrid          | Valencia CF            | RCD Espanol             | 3:1            |
| 1939./40.   | Madrid          | RCD Espanol            | Real Madrid             | 3:2            |
| 1938./39.   | Barcelona       | Sevilla FC             | Rácing Ferrol           | 6:2            |
| 1936./37.   | Barcelona       | Levante FC             | Valencia CF             | 1:0            |
| 1935./36.   | Valencia        | Madrid FC              | CF Barcelona            | 2:1            |
| 1934./35.   | Madrid          | Sevilla FC             | CE Sabadell             | 3:0            |
| 1933./34.   | Barcelona       | Madrid FC              | Valencia CF             | 2:1            |
| 1932./33.   | Barcelona       | Athletic Bilbao        | Madrid FC               | 2:1            |
| 1931./32.   | Madrid          | Athletic Bilbao        | FC Barcelona            | 1:0            |
| 1930./31.   | Madrid          | Athletic Bilbao        | Real Betis              | 3:1            |
| 1929./30.   | Barcelona       | Athletic Bilbao        | Madrid CF               | 3:2            |
| 1928./29.   | Valencia        | RCD Espanol            | Real Madrid             | 2:1            |
| 1927./28.   | Santander       | FC Barcelona           | Real Sociedad           | 3:1            |
| 1926./27.   | Zaragoza        | Real Unión             | Arenas Club de Getxo    | 1:0            |
| 1925./26.   | Valencia        | FC Barcelona           | Atlético Madrid         | 3:2            |
| 1924./25.   | Sevilla         | FC Barcelona           | Arenas Club de Getxo    | 2:0            |
| 1923./24.   | San Sebastián   | Real Unión             | Real Madrid             | 1:0            |
| 1922./23.   | Barcelona       | Athletic Bilbao        | CE Europa               | 1:0            |
| 1921./22.   | Vigo            | FC Barcelona           | Real Unión              | 5:1            |
| 1920./21.   | Bilbao          | Athletic Bilbao        | Atlético Madrid         | 4:1            |
| 1919./20.   | Gijón           | FC Barcelona           | Athletic Bilbao         | 2:0            |
| 1918./19.   | Madrid          | Arenas Club de Getxo   | FC Barcelona            | 5:2            |
| 1917./18.   | Madrid          | Real Unión             | Madrid FC               | 2:0            |
| 1916./17.   | Barcelona       | Madrid FC              | Arenas Club de Getxo    | 2:1            |
| 1915./16.   | Barcelona       | Athletic Bilbao        | Madrid FC               | 4:0            |
| 1914./15.   | Irún            | Athletic Bilbao        | RCD Espanol             | 5:0            |
| 1913./14.   | Irún            | Athletic Bilbao        | FC Espanya de Barcelona | 2:1            |
| 1912./13. * | Barcelona       | FC Barcelona           | Real Sociedad           | 2:1            |
| 1912./13.   | Madrid          | Rácing de Irún         | Athletic Bilbao         | 1:0            |
| 1911./12.   | Barcelona       | FC Barcelona           | Gimnástica Madrid       | 2:0            |
| 1910./11.   | Bilbao          | Athletic Bilbao        | CD Espanol              | 3:1            |
| 1909./10. * | Madrid          | FC Barcelona           | Club Espanol de Madrid  | 3:2            |
| 1909./10.   | San Sebastián   | Athletic Bilbao        | Vasconia                | 1:0            |
| 1908./09.   | Madrid          | Club Ciclista          | Club Espanol de Madrid  | 3:1            |
| 1907./08.   | Madrid          | Madrid FC              | Real Vigo Sporting      | 2:1            |
| 1906./07.   | Madrid          | Madrid FC              | Club Vizcaya            | 1:0            |
| 1905./06.   | Madrid          | Madrid FC              | Athletic Bilbao         | 4:1            |
| 1904./05.   | Madrid          | Madrid FC              | Athletic Bilbao         | 1:0            |
| 1903./04.   | Madrid          | Athletic Bilbao        | Bez finala              |                |
| 1902./03.   | Madrid          | Athletic Bilbao        | Real Madrid             | 3:2            |
| 1901./02.   | Madrid          | Club Vizcaya           | FC Barcelona            | 2:1            |

## Vanjske poveznice
- Službena stranica

| Nogomet u Španjolskoj                                | Nogomet u Španjolskoj |
| ---------------------------------------------------- | --- |
|                                                      | |
| RFEF                                                 | |
|                                                      | |
| Reprezentacije                                       | Reprezentacija • U-21 |
|                                                      | |
| Ligaška natjecanja                                   | La Liga • Segunda División • Segunda División B (4 divizije) • Tercera División (18 divizija) • Divisiones Regionales • Division de Honor Juvenil (7 divizija) |
|                                                      | |
| Kup natjecanja                                       | Copa del Rey • Copa de la Liga • Supercopa de España • Copa Federación de España • Copa de Campeones Juvenil • Copa del Rey Juvenil                            |
|                                                      | |
| Ostalo                                               | Tablica La Lige svih vremena |
|                                                      | |
| Popis klubova • Popis nogometaša • Strani nogometaši | |

| Nogomet u Španjolskoj                                | Nogomet u Španjolskoj |
| ---------------------------------------------------- | --- |
|                                                      | |
| RFEF                                                 | |
|                                                      | |
| Reprezentacije                                       | Reprezentacija • U-21 |
|                                                      | |
| Ligaška natjecanja                                   | La Liga • Segunda División • Segunda División B (4 divizije) • Tercera División (18 divizija) • Divisiones Regionales • Division de Honor Juvenil (7 divizija) |
|                                                      | |
| Kup natjecanja                                       | Copa del Rey • Copa de la Liga • Supercopa de España • Copa Federación de España • Copa de Campeones Juvenil • Copa del Rey Juvenil                            |
|                                                      | |
| Ostalo                                               | Tablica La Lige svih vremena |
|                                                      | |
| Popis klubova • Popis nogometaša • Strani nogometaši | |